# Villaviciosa (Gerichtsbezirk)
Der Gerichtsbezirk Villaviciosa ist einer der 18 Gerichtsbezirke in der autonomen Gemeinschaft Asturien.
Der Bezirk umfasst 3 Gemeinden auf einer Fläche von 387,16 km² mit dem Hauptquartier in Villaviciosa.

## Gemeinden
| Gemeinde                    | Einwohner (2024) | Fläche km² | Dichte Einw./km² | Cod INE | Postleitzahl |
| --------------------------- | ---------------- | ---------- | ---------------- | ------- | ------------ |
| Caravia                     | 492              | 13,36      | 37               | 33013   | 33344        |
| Colunga                     | 3.148            | 97,57      | 32               | 33019   | 33320–33340  |
| Villaviciosa                | 15.342           | 276,23     | 56               | 33076   | 33300        |
| Gerichtsbezirk Villaviciosa | 18.982           | 387,16     | 49               | –       | –            |